# Tạp chí Thủy sản Việt Nam
Tạp chí Thủy sản Việt Nam là tạp chí về lĩnh vực thủy sản tại Việt Nam, là diễn đàn của nông ngư dân, doanh nghiệp, hoạt động trên các lĩnh vực nuôi trồng, khai thác, chế biến, tiêu thụ và dịch vụ hậu cần nghề cá. Chuyển tải thông tin về khoa học và công nghệ đến với bà nông, ngư dân, doanh nghiệp.

## Thông tin chính
Tạp chí Thủy sản Việt Nam được thành lập theo Giấy phép hoạt động Báo chí số 802/GP-BTTTT của Bộ Thông tin và Truyền thông, có chức năng tuyên truyền, phổ biến chủ trương của Đảng, chính sách, pháp luật của Nhà nước và mọi mặt hoạt động của Hội Nghề cá Việt Nam, ngành Thủy sản Việt Nam. Tạp chí Thủy sản Việt Nam là hội viên Hội Nghề cá Việt Nam.
Hệ thống Tạp chí Thủy sản Việt Nam gồm có 03 ấn phẩm:
1/ Tạp chí Thủy sản Việt Nam: Khổ 24,5 cm x 31 cm, giấy coucher matt 64g, in 4 màu, 60 trang, xuất bản trên 10.000 cuốn/kỳ, phát hành  02 kỳ trong tháng ngày 1&16 hàng tháng trên toàn quốc.
2/ Chuyên san Con Tôm: Khổ 23 cm x 30 cm, in 4 màu, giấy coucher matt 60g, 68 trang, xuất bản 8.000 cuốn/kỳ, phát hành 01 kỳ/tháng, ngày 20 hàng tháng  trên toàn quốc.
3/ Trang thông tin Điện tử www.thuysanvietnam.com.vn, lượng truy cập đạt trên 45.000 lượt/ngày.
TỔ CHỨC BỘ MÁY HOẠT ĐỘNG
Toà soạn Tạp chí Thủy sản Việt Nam có trụ sở chính đặt tại: số 116 Nguyễn Đình Chiểu, Phường Đa Kao, Quận 1, TP Hồ Chí Minh
Bao gồm:
* Ban Lãnh đạo:
Nhà báo Dương Xuân Hùng - Tổng Biên tập, quản lý mọi hoạt động chung Tòa soạn
* Các Phòng, Ban nghiệp vụ:
Ban Trị sự, Ban Biên tập, Thư ký Tòa soạn, Ban Quốc tế, Ban Ảnh, phòng Phóng viên, phòng Tài chính – Kế toán, phòng Phát hành-Quảng cáo-Truyền thông, phòng Kỹ thuật và phòng Báo Điện tử.
* Các Văn phòng Đại diện:
- Tại Hà Nội: Văn phòng đại diện phía Bắc: Tầng 3, nhà A7, số 10 Nguyễn Công Hoan, Ba Đình, Hà Nội (Bộ NN&PTNT);
* Nhân sự:
100% cán bộ, nhà báo, phóng viên Tòa soạn tốt nghiệp Đại học chuyên ngành, cùng các chuyên gia có uy tín trong ngành Thủy sản và trên 130 nhà báo, phóng viên CTV, thường trú tại các tỉnh thành trên toàn quốc.
Các ấn phẩm của Tạp chí Thủy sản Việt Nam có nội dung thông tin, hình thức thể hiện, phản ánh trung thực toàn diện trên tất cả các lĩnh vực: Nuôi trồng, khai thác, sản xuất, kinh doanh và dịch vụ hậu cần nghề nuôi trồng thủy sản, chăn nuôi gia súc gia cầm, cũng như về lĩnh vực nuôi Tôm trên tạp chí con Tôm....
Và luôn được bạn đọc đánh giá cao về chất lượng cũng như là cầu nối giữa nhà quản lý, nhà khoa học, nhà đầu tư, bà con nông, ngư dân cùng các doanh nghiệp hoạt động trong lĩnh vực nông, lâm, ngư nghiệp Việt Nam.
Ngày 1/10/2013, Cục Thông tin Khoa học và Công nghệ quốc gia thuộc Bộ Khoa học và Công nghệ đã đồng ý cấp Mã số chuẩn quốc tế (ISSN - International Standard Serial Number) cho các ấn phẩm của Tạp chí Thủy sản Việt Nam với mã số ISSN 0866-8043. Việc cấp ISSN này nhằm đảm bảo quyền lợi của tổ chức, cá nhân liên quan đến xuất bản phẩm trong phạm vi quốc gia, khu vực và quốc tế. Các ấn phẩm của Tạp chí Thủy sản Việt Nam khi được cấp ISSN có thể coi là đã có "thẻ căn cước" trong "làng" thông tin toàn cầu. Đồng thời, tạo thuận lợi cho Tạp chí Thủy sản Việt Nam có thể tiếp cận thông tin, phản ánh kịp thời, đầy đủ các đề tài, dự án, chương
trình về khoa học công nghệ, cung cấp thông tin toàn diện, bao quát hơn, đáp ứng tốt hơn nhu cầu của đông đảo độc giả trong và ngoài nước.